# 戴氏短身電鰻
戴氏短身電鰻，為輻鰭魚綱電鰻目短吻電鰻科的其中一種，為熱帶淡水魚，分布於南美洲委內瑞拉西北部Tocuyo河到Alpargaton河流域，體長可達17.5公分，棲息在底中層水域，生活習性不明。

## 扩展阅读
維基物種上的相關：戴氏短身電鰻